# Mansoura Ez Eldin
Mansoura Ez Eldin (en arabe :  منصورة عز الدين) , née en 1976) est une journaliste, une nouvelliste  et une romancière égyptienne.

## Biographie
Née en 1976 dans un bourg du delta du Nil, elle étudie le journalisme à la faculté des médias de l'Université du Caire.
Elle travaille ensuite pour la télévision égyptienne et se consacre en parallèle à l'écriture : elle publie des nouvelles dans divers journaux et magazines. Son premier recueil de nouvelles, Dhaw'a Muhtaz  (Lumière tremblante, en anglais Shaken Light), paraît en 2001. Il est suivi par trois romans, Matahat Maryam (Le Dédale de Maryam) en 2004, Wara'a al-Firdaus (Au-delà du paradis, en anglais Beyond Paradise), en 2009 et Jabal al-zomorrod (Le Mont Emeraude) en 2014,. En 2009, elle fait partie de Beyrouth 39, une sélection de 39 auteurs arabes de moins de 40 ans, parmi les plus prometteurs. Son travail est traduit dans un certain nombre de langues. Durant la Révolution égyptienne de 2011, elle participe aux événements et manifestations sur la place Tahrir. Son deuxième roman, Beyond Paradise, est nommé pour le Prize for Arabic Fiction. .

## Principales publications
- ضوء مهتزّ , Dhaw'a Muhtaz (lumière tremblante), nouvelles, 2001.
- متاهة مريم , Matahat Maryam (Le Dédale de Maryam), roman, 2004. Publié également en anglais[2].
- وراء الفردوس, Wara'a al-Firdaus (Au-delà du paradis), roman, 2009. Publié également en allemand et en italien.
- Jabal al-zomorrod (Le Mont Emeraude), roman, 2014, primé par le Sharjah International Book Fair.
- Basâtîn Al-Basrâ (Les jardins de Basra), roman, 2023.

## Publications en français
- Le mont Emeraude : ou le conte manquant du "livre des Nuits", traduit  par Stéphanie Dujols, Arles, Actes Sud-Sindbad , 2017[1].
- Basâtîn Al-Basrâ (Les jardins de Basra), roman, 2023, traduit par Philippe Vigreux, Arles, Actes Sud, collection Sinbad[7].